# Philipp Büttner

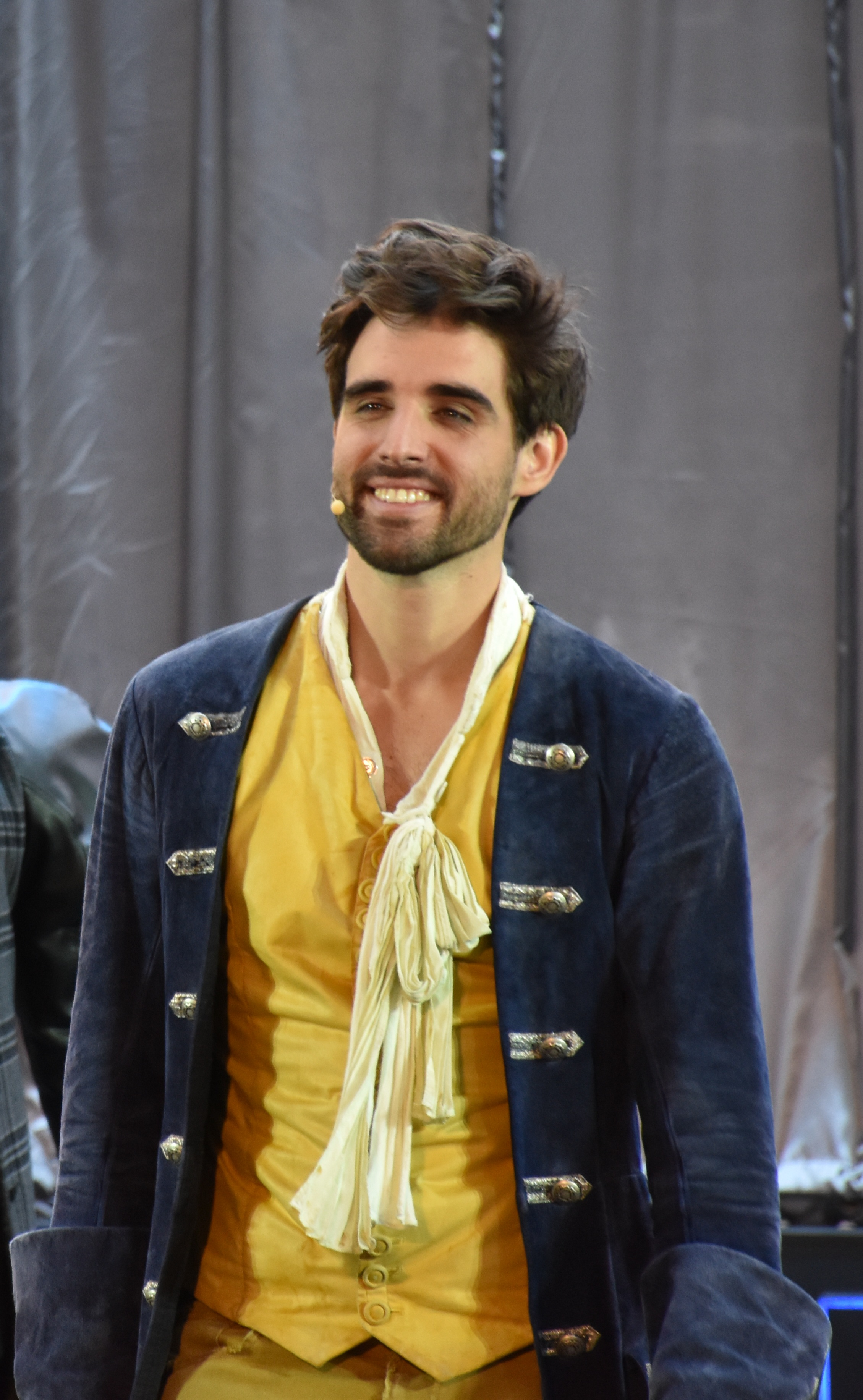
Philipp Büttner als Goethe (2022)

Philipp Büttner (* 23. März 1991 in Würzburg) ist ein deutscher Musicaldarsteller und Synchronsprecher.

## Leben und Wirken
Philipp Büttner wuchs gemeinsam mit seinem Bruder in Rimpar auf. Bereits seit seiner Kindheit begeisterte er sich für die Musik und das Schauspiel. Er sang in mehreren Chören, spielte in Theatergruppen und bestritt Tanzturniere. Nach dem Abitur studierte er von 2010 bis 2014 Musical an der Bayerischen Theaterakademie August Everding. Bereits während seines Studiums stand Büttner als Frederick Barrett in Titanic auf der Felsenbühne Staatz, als Jonathan Harker in Dracula am Akademietheater München.
Nach dem Studium verkörperte er die Rolle des Simon in Jesus Christ Superstar am Gärtnerplatztheater München. In der deutschsprachigen Erstaufführung von Frank Wildhorns Bonnie und Clyde am Theater Bielefeld spielte er Clyde und in Evita übernahm er die Rolle des Che am Staatstheater Oldenburg.
Weitere Engagements waren Tybald/Benvolio in Romeo und Julia bei den Thunerseespielen, Bruno Lubanski in Das Wunder von Bern und Tony in West Side Story am Theater Magdeburg und am Theater Dortmund. In der Try Out-Produktion von Goethe – Auf Liebe und Tod an der Folkwang Universität in Essen trat er als Goethe auf sowie in American Idiot in der Batschkapp Frankfurt als Johnny. Von 2017 bis 2020 war Büttner als Erstbesetzung des Aladdin im gleichnamigen Musical am Hamburger Theater Neue Flora und am Stage Apollo Theater Stuttgart zu sehen. 2021/22 verkörperte er außerdem im Queen-Musical We will rock you den Galileo. In der „Disney in Concert“-Tournee von Semmel Concerts durch Deutschland, Österreich und die Schweiz war er als Solist engagiert.
2021 und 2022 spielte er bei den Bad Hersfelder Festspielen im Musical Goethe! die Hauptrolle. Ab Oktober 2022 war er am Staatstheater Kassel in Next to normal als Gabe zu sehen. Beim Musicalsommer 2023 in Fulda übernahm er als Erstbesetzung die Rolle des Robin Hood im gleichnamigen Musical von Chris de Burgh und Dennis Martin, in der Saison 2023/2024 unternahm er in dieser Rolle eine Tournee durch Deutschland, die Schweiz und Österreich. Seit August 2024 ist er in der Titelrolle im Musical Hercules im Hamburger Theater Neue Flora zu erleben.
Neben seiner Arbeit als Musicaldarsteller ist er auch als Sänger und Synchronsprecher tätig. So übernahm er in der Verfilmung des Musicals Cats die Stimme von Jason Derulo als Rum Tum Tugger und in Schmigadoon! die Stimme von Aaron Tveit als Danny Bailey. Außerdem war er in Die Eiskönigin II zu hören. Im Film Wicked ist er die deutsche Gesangsstimme von Fiyero, welcher von Jonathan Bailey verkörpert wird.

## Preise und Stipendien
- 2011: Förderpreis Juniorwettbewerb beim Bundeswettbewerb Gesang Berlin[4]
- 2013: erster Platz beim Bundeswettbewerb Gesang Berlin[4]
- 2013: Stipendium des Deutschen Bühnenvereins[4]
- 2021: Zuschauerpreis als „Beliebtester Schauspieler“ bei den Bad Hersfelder Festspielen[15]